# Julio César Romero
Julio César Romero "Romerito" (sinh 28 tháng 8 năm 1960 tại Luque, Paraguay) là một cựu cầu thủ bóng đá người Paraguay, chơi ở vị trí tiền vệ và được xem là một trong những cầu thủ xuất sắc nhất trong lịch sử bóng đá Paraguay. Ông là cầu thủ Paraguay duy nhất được Pelé đưa vào danh sách 125 cầu thủ còn sống xuất sắc nhất tháng 3 năm 2004.

## Sự nghiệp
Romero khởi nghiệp cầu thủ tại câu lạc bộ địa phương Sportivo Luqueño năm 1977. Đến năm 1979 Romerito có một suất trong đội tuyển Paraguay tham dự Giải vô địch bóng đá trẻ thế giới và được đánh giá là một trong những cầu thủ xuất sắc nhất giải, cùng với Diego Maradona. Cùng năm đó, Romerito tham dự Copa América và có được chức vô địch cùng đội tuyển Paraguay.
In 1980 ông chuyển sang đá cho đội bóng của Mỹ (từng tuyển mộ nhiều cầu thủ nổi tiếng về thi đấu, giờ đã giải thể) New York Cosmos, chơi bên cạnh những tên tuổi lớn như Carlos Alberto và Franz Beckenbauer.
Sau đó, Romero chuyển đến Brasil đầu quân cho Fluminense. Trong thời gian này ông được bầu chọn là Cầu thủ xuất sắc nhất Nam Mỹ năm 1985. Ông được các cổ động viên mến mộ khi đưa Fluminense giành chức vô địch Brasil năm 1984.
Sau một thời gian ngắn lưu lạc sang Tây Ban Nha chơi cho FC Barcelona và México chơi cho CF Puebla, Romero trở lại Nam Mỹ thi đấu cho các câu lạc bộ Olimpia, Club Cerro Corá và Sportivo Luqueño ở Paraguay và La Serena ở Chile trước khi giải nghệ.
Tổng cộng trong suốt sự nghiệp ông ghi hơn 400 bàn thắng và là cầu thủ ghi bàn nhiều thứ ba cho đội tuyển Paraguay với 13 bàn thắng.

## Sau khi giải nghệ
Romerito trở thành một chính trị gia của đảng Colorado ở thành phố quê hương Luque và làm việc trong hội đồng cố vấn thành phố.
Tháng 9 năm 2006 Romerito có màn ra mắt khán giả với tư cách một ca sĩ nhạc rock tại nhạc hội "Pilsen Rock" ở Paraguay. Ông lên sân khấu với tư cách khách mời của ban nhạc nổi tiếng ở quê hương Revolber và hát những lời ở đầu của ca khúc Siete hermanos, 1 misil trước đám đông 40 000 khán giả. 

## Danh hiệu

### Đội bóng
- Vô địch Giải vô địch bóng đá Bắc Mỹ: 1980, 1982 (với New York Cosmos)
- Vô địch bang Rio de Janeiro: 1984, 1985 (với Fluminense)
- Vô địch Giải vô địch bóng đá Brasil: 1984 (với Fluminense)
- Copa América: 1979 (với Paraguay)

### Cá nhân
- Cầu thủ xuất sắc nhất Nam Mỹ: 1985
- 1 trong 125 cầu thủ còn sống xuất sắc nhất